# Acacia flavipila
Acacia flavipila är en ärtväxtart som beskrevs av Alexander Segger George. Acacia flavipila ingår i släktet akacior, och familjen ärtväxter.

## Underarter
Arten delas in i följande underarter:
- A. f. flavipila
- A. f. ovalis